# 243e Infanteriedivisie
De 243e Infanteriedivisie (Duits: 243. Infanterie-Division) was een Duitse infanteriedivisie tijdens de Tweede Wereldoorlog. De divisie werd opgericht op 9 juli 1943. Hij was gelegerd in het westelijk deel van het schiereiland Cotentin in Normandië. Tijdens de Slag om Normandië werd de divisie bijna volledig vernietigd. De laatste troepen werden vernietigd tijdens de Slag om Cherbourg. De divisie stond tijdens de Slag om Normandië onder leiding van Heinz Hellmich.